# Vuanggava Island
Vuanggava Island är en ö i Fiji.   Den ligger i divisionen Östra divisionen, i den västra delen av landet, 290 km väster om huvudstaden Suva. Arean är 8,8 kvadratkilometer.
Terrängen på Vuanggava Island är platt. Öns högsta punkt är 72 meter över havet. Den sträcker sig 4,2 kilometer i nord-sydlig riktning, och 4,4 kilometer i öst-västlig riktning.